# محمد علي محجوب
محمد علي إبراهيم محجوب (15 أكتوبر 1939 - 18 يوليو 2024)، هو أستاذ الشريعة الإسلامية والأحوال الشخصية في جامعة عين شمس وأكاديمية الشرطة ووزير أوقاف أسبق وعضو مجلس الشعب من عام 1979 إلى 2005.
حصل على ليسانس حقوق وليسانس شريعة إسلامية من جامعة عين شمس سنة 1968، وماجستير في القانون المقارن، ودكتوراه في الشريعة والقانون من كلية الشريعة والقانون. حاصل على جائزة الدولة التقديرية عام 2009.

## كتاباته
من أبرز مؤلفاته وكتاباته:
- التشريع الإسلامي وقوانينه الجنائية والمدنية
- الفكر الديني والمواطنة - محاضرات مع آخرين.[5]
- مقارنة بين بعض فلاسفة الوضعية القانونية في الفكر الأوروبي وبعض فلاسفة الإسلام.
- نظام الأسرة في الشريعة الإسلامية: الزواج، الطلاق، حقوق الأولاد والأقارب: أحكام تطبيقية في قضايا الأحوال الشخصية.[6]